# Alectroenas sganzini
La paloma azul de las Comores, paloma azul de las Comoras o paloma azul de Comoro (Alectroenas sganzini) es una especie de ave columbiforme de la familia Columbidae.

## Distribución geográfica
Es endémica de las selvas del archipiélago de las Comoras y de Aldabra.

## Estado de conservación
Está amenazada por la pérdida de hábitat.

## Subespecies
Se reconocen las siguientes:
- A. s. minor von Berlepsch, 1898 - Aldabra
- A. s. sganzini (Bonaparte, 1854) - archipiélago de las Comoras